# جنایت (فیلم)
جنایت فیلمی به کارگردانی و نویسندگی محمدعلی سجادی ساختهٔ سال ۱۳۸۲ است.

## خلاصه داستان
سیاوش پس از سرقت و قتل یکی از دوستانش که خواستگار خواهرش هم بوده، در محل جنایت با مهتاج که نظافتچی است، روبرو می‌شود ولی نمی‌تواند او را بکشد. او مدام با کابوس ناشی از جنایت دست و پنجه نرم می‌کند و کمک‌های دوستانش جواد و رحیم و دختر صاحبخانه را هم که دل بسته اوست نمی‌پذیرد. بازپرس ابراهیمی که از دوستان رحیم است به او شک می‌کند ولی قصد دارد به شکل دوستانه به او نزدیک شود. در این میان تماسی از یک ناشناس که تهدید می‌کند همه چیز را می‌داند، سیاوش را آشفته تر می‌کند. او به مهتاج شک می‌کند و با تعقیب او پی می‌برد علاوه بر کار نظافت، برای اداره خانواده اش، خودفروشی می‌کند. تعقیب مهتاج، سیاوش را به گورستانی خلوت می‌کشاند، اما باز هم نمی‌تواند مهتاج را بکشد، ولی مهتاج با چاقوی سیاوش خودزنی می‌کند. سیاوش که به مهتاج علاقه‌مند شده او را به بیمارستان می‌رساند و ساک حاوی اموال مسروقه را در خانه مهتاج پنهان می‌کند. مهتاج نجات می‌یابد و در حالی که به نظر می‌رسد آنها زندگی جدیدی را آغاز می‌کنند، سرپرست نظافتچی‌ها که سیاوش را تهدید کرده بود، ماجرا را لو می‌دهد. سیاوش در حضور مهتاج، خانواده او و بازپرس ابراهیمی به جنایت اعتراف می‌کند.

## بازیگران
- جمشید هاشم‌پور
- میترا حجار
- شهرام حقیقت‌دوست
- مهدی میامی
- امیر جعفری
- میرمحمد تجدد
- آزیتا لاچینی
- مسیح میرحسینی
- امیررضا دلاوری
- ماهور سجادی
- شبنم آهنگری
- یوسف پشندی